# Francisco Javier Sáenz de Oiza
Francisco Javier Sáenz de Oiza (Cáseda, 12 ottobre 1918 – Madrid, 18 luglio 2000) è stato un architetto spagnolo.

## Biografia

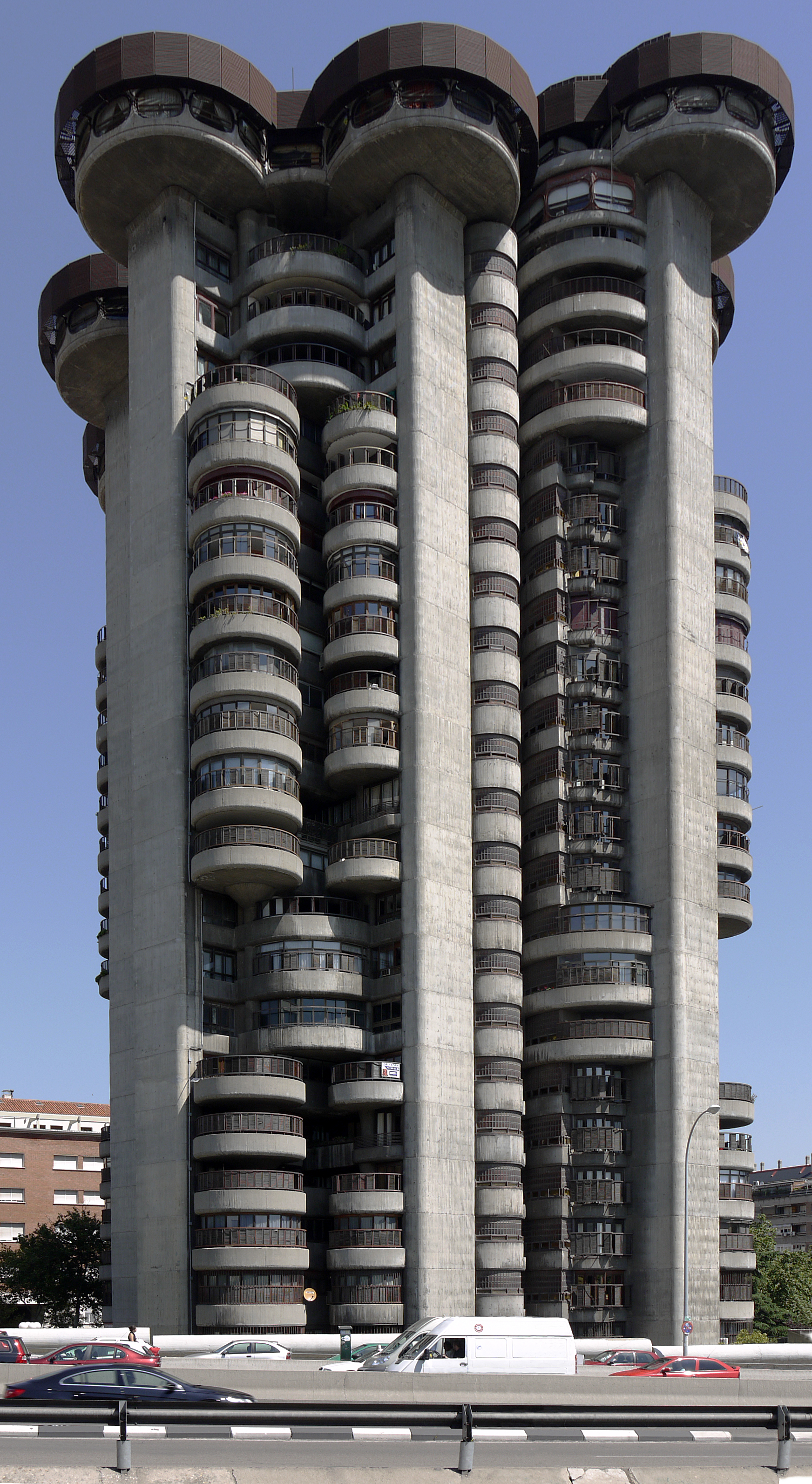
L'edificio Torres Blancas a Madrid

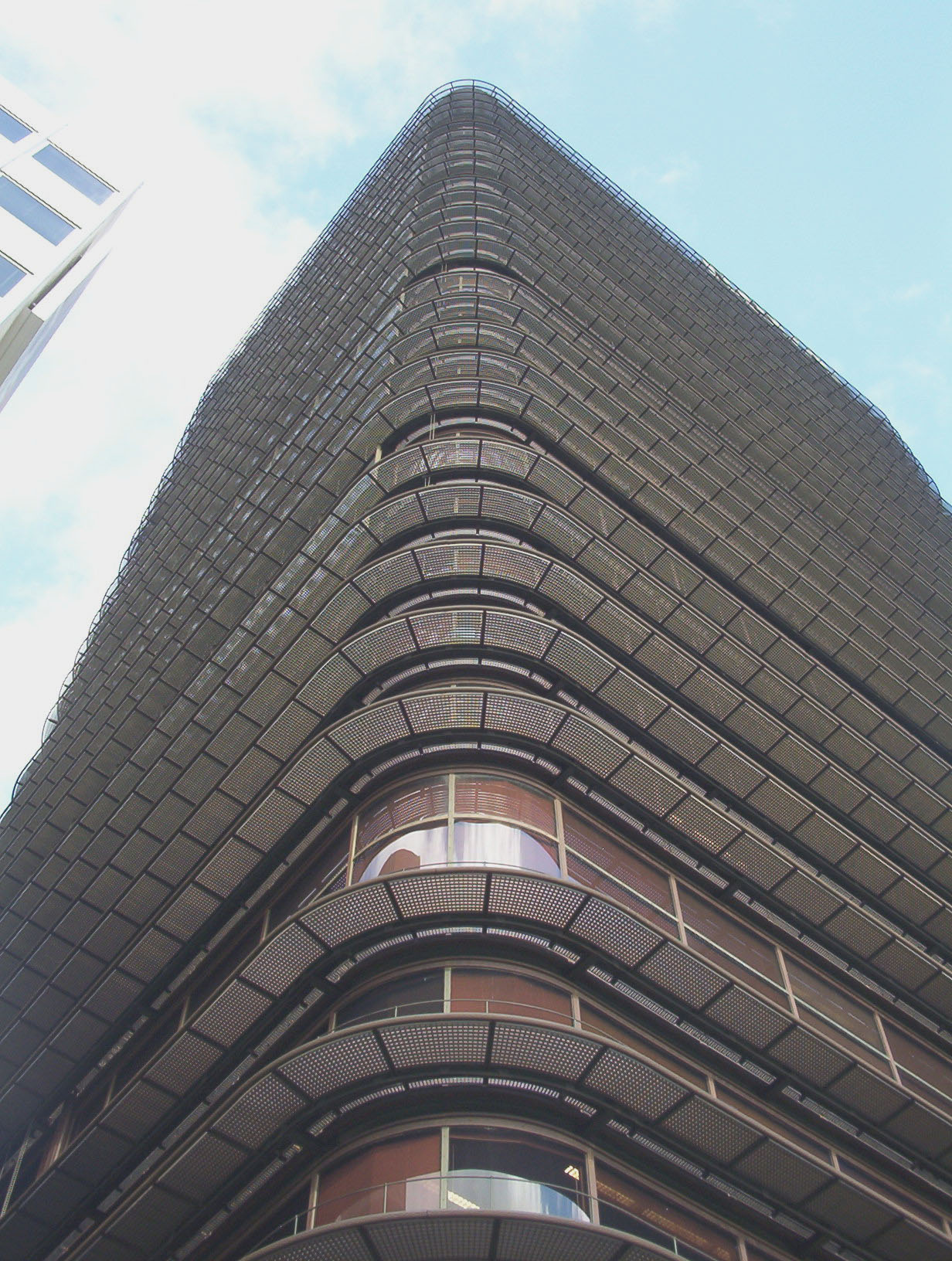
La Torre del Banco di Bilbao

Si laurea presso la ETSAM di Madrid nel 1946, ricevendo il Premio Aníbal Alvárez per il miglior operato e nello stesso anno vince il premio nazionale di architettura. Nel 1947 si trasferisce negli Stati Uniti d'America grazie alla borsa di studio Conde de Cartagena; qui approfondisce i suoi studi finanziato dalla Real Academia de Bellas Artes de San Fernando.
Nel 1949 torna in Spagna, a Madrid, e inizia a lavorare come professore nel dipartimento di installazione della scuola di architettura. Nel 1968 ottiene la Cattedra in Progettistica e dal 1981 al 1983 è direttore dell'istituto.
Dopo la pensione, a 67 anni, continuò a insegnare come professore emerito.
Per tutta la vita ha fatto coincidere attività professionale privata e docenza. Fu consulente di Romany per la costruzione di alloggi sociali e collaborò nello studio di Manuel Cabeñes. Dal suo studio passarono Francisco Alonso, Rafael Moneo (1956-1961) e Juan Daniel Fullaondo.
È considerato un maestro dell'architettura spagnola, fu creatore polemico e trasgressivo, realizzò opere discusse, che in seguito si sono convertite in simbolo.

## L'architettura per Saenz de Oiza
Le sue definizioni di architettura sono:
- Attività artistica spinta dalla potenza del creatore in grado di risvegliare emozioni.
- Gioco ludico in cui l'avventura consiste nel confrontarsi con l'enigma.
- Avventurarsi nel mondo del non conosciuto, percorrere questo cammino con un atteggiamento di aspettativa e forza.
- Senza libertà non esiste l'opera d'arte.

## Progetti

### Opere principali
- Santuario de Nuestra Señora de Arantzazu (Arantzazuko santutegia), Oñati (Gipuzkoa) (1950-1954). Durante la realizzazione del progetto conobbe Jorge Oteiza. Si tratta di un edificio religioso, di cemento, pietra e acciaio.
- Edificio Torres Blancas, Madrid (1961-1969). Edificio di 71 m di altezza che esprime il concetto di città come giardino verticale. Ricerca la struttura spaziale in altezza come "un albero che parte dal suolo (non si sa se si sviluppa verso l'alto o verso il basso) in cui sono importanti tanto la parte superiore come quella inferiore".
- Torre del Banco de Bilbao edificio di 107 m di altezza con facciata di acciaio e cristallo. Ubicato nel complesso finanziario e commerciale AZCA di Madrid, (1971-1978).
- Campus dell'Università Pubblica di Navarra situato nel capoluogo della sua regione natale, Pamplona. Non ultimato, dal momento che deve ancora essere costruito il Paraninfo. (1987).
- Edificio del Centro Atlántico de Arte Moderno, Las Palmas de Gran Canaria (1989).
- Torre-Triana, sede amministrativa di diverse imprese a Cartuja, Siviglia (1993).
- Palacio de Festivales de Cantabria, Santander, 1991.